# Traité de Kœnigsberg (1656)
Le traité de Königsberg a été conclu le 17 janvier 1656 pendant la Première guerre du Nord. Frédéric-Guillaume Ier, grand électeur de Brandebourg et duc de Prusse, est contraint de rejoindre le camp suédois et devient vassal de la Suède pour les duchés de Prusse et de Varmie. Dans un deuxième traité, négocié le 24 février 1656 à Kœnigsberg, Frédéric-Guillaume Ier conclut une alliance défensive avec la France.

## Contexte
En 1655, les progrès rapides de la campagne suédoise en Pologne-Lituanie inquiétèrent l'électeur de Brandebourg Frédéric-Guillaume Ier, dont le duché de Prusse, vassal de la république des Deux Nations, était directement menacé. Frédéric-Guillaume Ier, qui maintenait une armée de 14 000 hommes dans le Brandebourg, fit marcher son armée vers la Prusse et, par le traité de Rinsk du 12 novembre, conclut une alliance défensive avec la noblesse royale prussienne, qui a disposait d'une armée composée de 600 troupes levées par les domaines prussiens et une levée de 3 000 à 4 000 hommes. De plus, 3 600 soldats de l'armée régulière et des mercenaires étaient stationnés en Prusse royale.
Charles X Gustave avait entre-temps conquis la quasi-totalité de la Pologne et exilé le roi polonais Jean II Casimir Vasa. Depuis Cracovie occupée, il se dirigea vers le nord en octobre pour soumettre la Prusse royale, où il avait l'intention d'établir une province suédoise. En décembre, toute la Prusse royale était occupée par la Suède, à l'exception de Dantzig (Gdańsk), qui résista pendant toute la guerre, et de Marienburg (Malbork), qui ne tomba qu'en mars 1656. Thorn (Toruń) et Elbing (Elbląg) n'avaient pas participé à l'alliance de Rinsk et s'étaient déjà rendues à la Suède en novembre. Partant, Charles X Gustave se tourna vers l'est et fit marcher ses troupes dans la Prusse ducale, à la suite du retrait de l'armée de Frédéric-Guillaume Ier. Alors que le feld-maréchal Georg Friedrich von Waldeck exhortait le « grand électeur » à affronter les forces suédoises, ce dernier choisit de ne pas combattre et accepter les conditions suédoises en janvier.

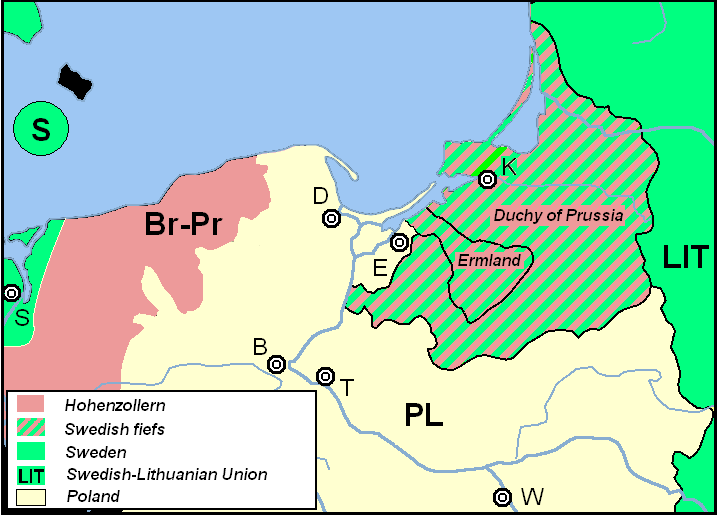
Les Duché de Prusse et de Varmie comme fiefs suédois

## Traité entre le Brandebourg-Prusse et la Suède
Frédéric-Guillaume Ier offrit le duché de Prusse en fief à Charles X Gustave, et dut lui fournir des troupes. Il accepta de ne pouvoir entretenir de flotte en mer Baltique sans l'autorisation de la Suède. En retour, Frédéric-Guillaume Ier reçut la Varmie.
Dans l'article XVII, le roi suédois, luthérien,obligea en outre l'électeur, calviniste, à accorder la liberté religieuse aux luthériens de Prusse.

## Traité entre le Brandebourg-Prusse et la France
Le traité franco-prussien prévoyait une alliance défensive entre les parties. Rédigé le 24 février, il a été ratifié le 12 avril par Louis XIV à Paris et le 24 octobre par Frédéric-Guillaume à Kœnigsberg.

## Conséquences
Le traité de Kœnigsberg a été suivi du traité de Marienbourg le 25 juin, lorsque la fortune de la guerre s'était retourné contre la Suède et que le Brandebourg-Prusse était devenu un allié suédois.
Toujours vassal de Charles X Gustave pour la Prusse, Frédéric-Guillaume Ier entra en guerre et les forces combinées de la Suède et du Brandebourg vainquirent l'armée polonaise lors de la bataille de Varsovie en juillet. En août, Jean II Casimir Vasa fit envahir la Prusse par Wincenty Korwin Gosiewski pour « punir Frédéric-Guillaume pour sa trahison ». Treize villes et 250 villages furent incendiés jusqu'à ce que Gosiewski soit expulsé en octobre ; la campagne fut suffisamment terrifiante pour persister dans le folklore local jusqu'au XXe siècle.
Mis en difficulté par de l'entrée en guerre de nombreux pays contre la Suède, Charles X Gustave signa en janvier 1656 avec Frédéric-Guillaume Ier le traité de Labiau, qui libéra la maison de Hohenzollern de la vassalité envers la Suède en échange de la perte de la Warmie et d'une participation plus active à la guerre. Dans les traités ultérieurs de Wehlau et de Bromberg, Jean II Casimir confirma la souveraineté de Frédéric-Guillaume Ier en Prusse après que ce dernier a abandonné la Suède dans la guerre.